# Grande Prêmio da Austrália de 2017 (MotoGP)
O Grande Prêmio da MotoGP da Austrália de 2017 ocorreu em 22 de outubro.

## Resultados

### Classificação MotoGP
| Pos | Piloto           | Equipe                      | Moto    | Tempo     | Pontos |
| --- | ---------------- | --------------------------- | ------- | --------- | ------ |
| 1   | Marc Marquez     | Repsol Honda Team           | Honda   | 40'49.772 | 25     |
| 2   | Valentino Rossi  | Movistar Yamaha MotoGP      | Yamaha  | +1.799    | 20     |
| 3   | Maverick Viñales | Movistar Yamaha MotoGP      | Yamaha  | +1.826    | 16     |
| 4   | Johann Zarco     | Monster Yamaha Tech 3       | Yamaha  | +1.842    | 13     |
| 5   | Cal Crutchlow    | LCR Honda                   | Honda   | +3.845    | 11     |
| 6   | Andrea Iannone   | Team SUZUKI ECSTAR          | Suzuki  | +3.871    | 10     |
| 7   | Jack Miller      | EG 0,0 Marc VDS             | Honda   | +5.619    | 9      |
| 8   | Alex Rins        | Team SUZUKI ECSTAR          | Suzuki  | +12.208   | 8      |
| 9   | Pol Espargaro    | Red Bull KTM Factory Racing | KTM     | +16.251   | 7      |
| 10  | Bradley Smith    | Red Bull KTM Factory Racing | KTM     | +16.262   | 6      |
| 11  | Scott Redding    | OCTO Pramac Racing          | Ducati  | +21.652   | 5      |
| 12  | Dani Pedrosa     | Repsol Honda Team           | Honda   | +21.668   | 4      |
| 13  | Andrea Dovizioso | Ducati Team                 | Ducati  | +21.692   | 3      |
| 14  | Karel Abraham    | Pull&Bear Aspar Team        | Ducati  | +26.110   | 2      |
| 15  | Jorge Lorenzo    | Ducati Team                 | Ducati  | +26.168   | 1      |
| 16  | Tito Rabat       | EG 0,0 Marc VDS             | Honda   | +26.252   | 0      |
| 17  | Alvaro Bautista  | Pull&Bear Aspar Team        | Ducati  | +36.377   | 0      |
| 18  | Loris Baz        | Reale Avintia Racing        | Ducati  | +39.654   | 0      |
| 19  | Sam Lowes        | Aprilia Racing Team Gresini | Aprilia | +40.400   | 0      |
| 20  | Hector Barbera   | Reale Avintia Racing        | Ducati  | +45.901   | 0      |
| 21  | Danilo Petrucci  | OCTO Pramac Racing          | Ducati  | +48.768   | 0      |
| 22  | Broc Parkes      | Monster Yamaha Tech 3       | Yamaha  | +57.711   | 0      |

### Classificação Moto2
| Pos | Piloto              | Equipe                     | Moto     | Tempo     | Pontos |
| --- | ------------------- | -------------------------- | -------- | --------- | ------ |
| 1   | Miguel Oliveira     | Red Bull KTM Ajo           | KTM      | 39'25.920 | 25     |
| 2   | Brad Binder         | Red Bull KTM Ajo           | KTM      | +2.974    | 20     |
| 3   | Franco Morbidelli   | EG 0,0 Marc VDS            | Kalex    | +3.846    | 16     |
| 4   | Jesko Raffin        | Garage Plus Interwetten    | Kalex    | +7.348    | 13     |
| 5   | Xavi Vierge         | Tech 3 Racing              | Tech 3   | +7.403    | 11     |
| 6   | Alex Marquez        | EG 0,0 Marc VDS            | Kalex    | +12.125   | 10     |
| 7   | Simone Corsi        | Speed Up Racing            | Speed Up | +12.217   | 9      |
| 8   | Dominique Aegerter  | Kiefer Racing              | Suter    | +12.244   | 8      |
| 9   | Sandro Cortese      | Dynavolt Intact GP         | Suter    | +12.475   | 7      |
| 10  | Thomas Luthi        | CarXpert Interwetten       | Kalex    | +12.605   | 6      |
| 11  | Axel Pons           | RW Racing GP               | Kalex    | +12.971   | 5      |
| 12  | Francesco Bagnaia   | SKY Racing Team VR46       | Kalex    | +20.887   | 4      |
| 13  | Stefano Manzi       | SKY Racing Team VR46       | Kalex    | +28.821   | 3      |
| 14  | Lorenzo Baldassarri | Forward Racing Team        | Kalex    | +31.214   | 2      |
| 15  | Remy Gardner        | Tech 3 Racing              | Tech 3   | +34.678   | 1      |
| 16  | Hafizh Syahrin      | Petronas Raceline Malaysia | Kalex    | +34.911   | 0      |
| 17  | Augusto Fernandez   | Speed Up Racing            | Speed Up | +35.694   | 0      |
| 18  | Tetsuta Nagashima   | Teluru SAG Team            | Kalex    | +56.487   | 0      |
| 19  | Isaac Viñales       | BE-A-VIP SAG Team          | Kalex    | +56.528   | 0      |
| 20  | Iker Lecuona        | Garage Plus Interwetten    | Kalex    | +56.550   | 0      |
| 21  | Khairul Idham Pawi  | IDEMITSU Honda Team Asia   | Kalex    | +57.548   | 0      |
| 22  | Tarran Mackenzie    | Kiefer Racing              | Suter    | +1'01.191 | 0      |
| 23  | Luca Marini         | Forward Racing Team        | Kalex    | +1'39.824 | 0      |

### Classificação Moto3
| Pos | Piloto                 | Equipe                     | Moto     | Tempo     | Pontos |
| --- | ---------------------- | -------------------------- | -------- | --------- | ------ |
| 1   | Joan Mir               | Leopard Racing             | Honda    | 24'51.490 | 25     |
| 2   | Livio Loi              | Leopard Racing             | Honda    | +0.351    | 20     |
| 3   | Jorge Martin           | Del Conca Gresini Moto3    | Honda    | +0.359    | 16     |
| 4   | Gabriel Rodrigo        | RBA BOE Racing Team        | KTM      | +0.388    | 13     |
| 5   | Enea Bastianini        | Estrella Galicia 0,0       | Honda    | +0.408    | 11     |
| 6   | Romano Fenati          | Marinelli Rivacold Snipers | Honda    | +0.808    | 10     |
| 7   | Ayumu Sasaki           | SIC Racing Team            | Honda    | +0.834    | 9      |
| 8   | Adam Norrodin          | SIC Racing Team            | Honda    | +1.291    | 8      |
| 9   | Tatsuki Suzuki         | SIC58 Squadra Corse        | Honda    | +3.648    | 7      |
| 10  | Lorenzo Dalla Porta    | Aspar Mahindra Moto3       | Mahindra | +4.005    | 6      |
| 11  | Nicolo Bulega          | SKY Racing Team VR46       | KTM      | +4.036    | 5      |
| 12  | Jakub Kornfeil         | Peugeot MC Saxoprint       | Peugeot  | +4.085    | 4      |
| 13  | Philipp Oettl          | Südmetall Schedl GP Racing | KTM      | +4.251    | 3      |
| 14  | Andrea Migno           | SKY Racing Team VR46       | KTM      | +6.004    | 2      |
| 15  | Manuel Pagliani        | CIP                        | Mahindra | +6.540    | 1      |
| 16  | Bo Bendsneyder         | Red Bull KTM Ajo           | KTM      | +19.418   | 0      |
| 17  | Nakarin Atiratphuvapat | Honda Team Asia            | Honda    | +25.293   | 0      |
| 18  | Tony Arbolino          | SIC58 Squadra Corse        | Honda    | +40.800   | 0      |
| 19  | Maria Herrera          | Aspar Mahindra Moto3       | Mahindra | +40.858   | 0      |
| 20  | Kaito Toba             | Honda Team Asia            | Honda    | +43.698   | 0      |
| 21  | Marcos Ramirez         | Platinum Bay Real Estate   | KTM      | +1'38.853 | 0      |
| 22  | Tom Toparis            | Cube Racing                | KTM      | 1 volta   | 0      |
| 23  | Juanfran Guevara       | RBA BOE Racing Team        | KTM      | 1 volta   | 0      |
| 24  | Darryn Binder          | Platinum Bay Real Estate   | KTM      | 3 voltas  | 0      |